# José Gómez Fuentes
José Gómez Fuentes (Buenos Aires, Argentina, 1934 - ibídem, 30 de junio de 1992) fue un periodista, locutor, conductor y formador de opinión, muy relevante durante el gobierno de facto cívico-militar que tuvo lugar en la República Argentina durante el período 1976-1983, tras el golpe de Estado del 24 de marzo de 1976.

## Carrera
José Gómez Fuentes fue un periodista radial y también dirigente político de la UCR; que iniciado en la radio, plasmó su rostro en numerosos noticieros de la televisión argentina en canales como ATC. Su actividad política se centró en la década de 1960, durante la presidencia de Arturo Frondizi. Perteneció a la camada de locutores como Oscar Casco, José María Muñoz, Julio Lagos y Miguel Ángel Merellano.
Comenzó como periodista gráfico invitado en la revista Satiricón.
En 1976 por Radio Rivadavia condujo el programa radial De cara al país, junto al periodista Mario Monteverde. También condujo el ciclo Diálogos.
Debido a su forma extraña expansiva y gesticuladora de encarar los noticieros y de exagerar el tono marcial en sus lecturas de información oficial y comentarios, llegó a ser imitado por el cómico Mario Sapag en Operación Ja-Já.
Fue el rostro y el espíritu del popular noticiero más visto de la Argentina 60 Minutos, donde a menudo elogiaba al Gobierno Militar de manera frontal. En este sentido, fue muy criticado en su tiempo por ser adicto al Proceso de Reorganización Nacional, siendo un confeso admirador y amigo del general Leopoldo Galtieri. Voz oficial durante la Guerra de las Malvinas, compartió su labor junto con su corresponsal en las islas Nicolás Kasanzew, siendo muy clásica su frase "¡Vamos ganando!" toda vez que comenzaba a informar sobre las acciones bélicas, aún cuando estas fueran infortunadas para las tropas argentinas. También hizo entrevistas a importantes figuras del momento, como la actriz y cantante Virginia Luque. 
Otra razón por la que fue altamente cuestionado fue cuando Jacobo Timerman recibió el premio Moors Cabot (que se otorga anualmente en los Estados Unidos a los periodistas que se destacan en su labor aún a riesgo de su propia vida) en 1981. En ese momento, Gómez Fuentes le dio espacio durante una semana a Ramón Camps, el jefe de la policía bonaerense que había secuestrado y torturado a Timerman, para mostrar las cintas de las "confesiones" del periodista.
En 1979 encabezó una campaña a favor del gobierno cívico-militar, junto al periodista deportivo José María Muñoz, contra la visita de la Comisión Interamericana de Derechos Humanos de la OEA, con el eslogan: "Los argentinos somos derechos y humanos".
El animador y periodista falleció el martes 30 de junio de 1992 tras una breve enfermedad.

## Televisión
- 1979-1982: 60 Minutos, junto a Fernando Bravo, Lucho Avilés, Betty Elizalde, María Larreta, Silvia Fernández Barrio, Mónica Gutiérrez, Alicia Infante, Oscar Otranto, Nicolás Kasanzew, Leonardo Shocrón y Enrique Alejandro Mancini. Este noticiero llegó a alcanzar los 44 puntos de índice de audiencia.
- 1991-1992: ATC 24 tercera edición, junto a Silvia Fernández Barrio y Oscar Otranto.

## Galardones
- 1972: Premio Cruz de Plata por su labor en radio.[5]

## Frases célebres
- "Para un gorila no hay nada mejor que otro gorila".[6]
- "Vamos ganando".
- "Yo, señores, he madurado".[7]
- "Nosotros le tiramos la información. Usted la recibe, la analiza y saca sus propias conclusiones".